# Acmaeodera neglecta
Acmaeodera neglecta  (лат.) — вид жуков-златок рода Acmaeodera из подсемейства Polycestinae (Acmaeoderini). Распространён в Новом Свете: США. Кормовым растением имаго являются цветы кактусовых и сложноцветных (Vogt 1949:195); Coreopsis grandiflora (Westcott, et al. 1979:176); Coreopsis lanceolata, Fragaria virginiana, Lithospermum canescens (Nelson 1987:58), а у личинок — Quercus pungens (Westcott, et al. 1979:176).
Вид был впервые описан в 1899 году биологом Генри Клинтоном Фоллом (Henry Clinton Fall).